# José María Higareda
José María Higareda Gálvez (Guadalajara, 16 giugno 1969) è un ex calciatore messicano, di ruolo difensore.

## Carriera

### Club
Ha trascorso l'intera carriera nel campionato messicano.

### Nazionale
Con la maglia della nazionale ha esordito nel 1995.